# Vivica Bandler
Vivica Bandler (ur. 5 lutego 1917 w Helsinkach, zm. 30 lipca 2004 tamże) – fińska reżyserka teatralna wywodząca się ze szwedzkojęzycznej mniejszości w Finlandii.

## Życiorys
Urodziła się w rodzinie inżyniera Erika von Frenckella (późniejszego burmistrza Helsinek) i wykładowczyni teatralnej Ester-Margaret von Frenckell. Na prośbę ojca uczyła się agronomii, jednak później zainteresowała się teatrem i filmem. Podczas II wojny światowej ochotniczo pracowała jako sanitariuszka i poślubiła ekonomistę Kurta Bandlera, pół-Żyda z Austrii, który po anschlussie w 1938 uciekł z kraju do Finlandii. W 1963 jej małżeństwo rozpadło się, mimo to utrzymywała kontakty z byłym mężem i wspierała go finansowo do końca jego życia. Od 1955 do 1967 była dyrektorem artystycznym szwedzkojęzycznego Lilla Teater w Helsinkach będącego wówczas czołową sceną awangardową Finlandii). Była również dyrektorką artystyczną teatrów w Norwegii i Szwecji, w tym w latach 1969-1980 Stockholms Stadsteater, do którego repertuaru wprowadziła sztuki wielu współczesnych skandynawskich pisarzy oraz Brechta, Geneta, Ionesco i Mrożka. Od 1989 do 1995 była kierownikiem artystycznym międzynarodowego festiwalu teatralnego w Tampere. Była blisko związana z Tove Jansson, którą zainspirowała do napisania sztuki Mumintrollet och Kometen wystawionej w 1949 w Svenska Teatern; dla kierowanego przez nią teatru Jansson napisała również sztukę Troll i kulissen (1959). W późniejszych latach zajmowała się również reżyserią filmową; w 1982 wyreżyserowała film Avskedet.